# Tiemengang (sockenhuvudort i Kina, Hubei Sheng, lat 31,04, long 114,85)
Tiemengang (kinesiska: 铁门岗) är en sockenhuvudort i Kina. Den ligger i provinsen Hubei, i den centrala delen av landet, omkring 74 kilometer nordost om provinshuvudstaden Wuhan. Antalet invånare är 40 457. Befolkningen består av 20 353 kvinnor och 20 104 män. Barn under 15 år utgör 13,0 %, vuxna 15-64 år 71 %, och äldre över 65 år 15,0 %.
Runt Tiemengang är det mycket tätbefolkat, med 1 095 invånare per kvadratkilometer. Närmaste större samhälle är Xinzhou, 19,8 km söder om Tiemengang. Trakten runt Tiemengang består till största delen av jordbruksmark.
Genomsnittlig årsnederbörd är 1 738 millimeter. Den regnigaste månaden är juli, med i genomsnitt 284 mm nederbörd, och den torraste är december, med 27 mm nederbörd.